# Vanina Paoli-Gagin
Vanina Paoli-Gagin, née le 25 janvier 1967 à Troyes, est une avocate et une femme politique française, elle est élue sénatrice de l'Aube le 27 septembre 2020.

## Biographie
Elle soutient sa thèse en doctorat en droit en 1996 sur les commissions des valeurs mobilières puis exerce comme avocate au barreau de Paris, spécialisée en droit des affaires.
À partir de janvier 1990, Vanina Paoli-Gagin occupe le poste d'assistante parlementaire de Philippe Adnot, sénateur de l’Aube et secrétaire générale de la RASNAG de 1998 à 2020, le groupe des sénateurs non-inscrits.
En 2020, Philippe Adnot ne se représente pas et laisse sa place à Vanina Paoli-Gagin ; Adnot sera toutefois son suppléant pour les élections et le tandem l'emporte au second tour face à Gérard Menuel.